# Montigny-Mornay-Villeneuve-sur-Vingeanne
Pour les articles homonymes, voir Montigny et Villeneuve.
Montigny-Mornay-Villeneuve-sur-Vingeanne est une commune française située dans le département de la Côte-d'Or, en région Bourgogne-Franche-Comté.

## Géographie

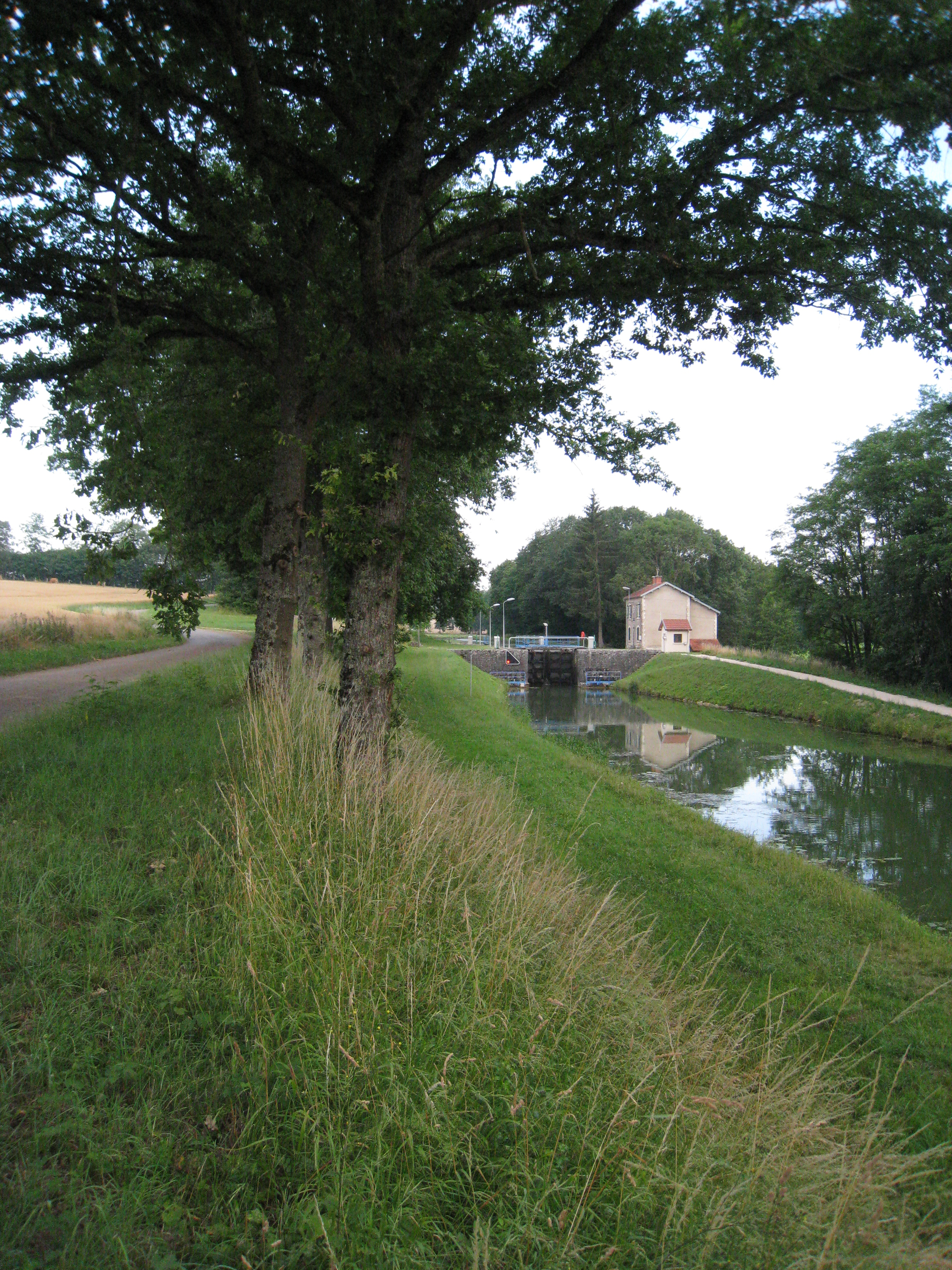
Le canal et l'écluse à la Villeneuve.

### Climat
Pour des articles plus généraux, voir Climat de la Bourgogne-Franche-Comté et Climat de la Côte-d'Or.
En 2010, le climat de la commune est de type climat des marges montargnardes, selon une étude du Centre national de la recherche scientifique s'appuyant sur une série de données couvrant la période 1971-2000. En 2020, Météo-France publie une typologie des climats de la France métropolitaine dans laquelle la commune est exposée à un climat océanique altéré et est dans la région climatique  Lorraine, plateau de Langres, Morvan, caractérisée par un hiver rude (1,5 °C), des vents modérés et des brouillards fréquents en automne et hiver. 
Pour la période 1971-2000, la température annuelle moyenne est de 10,4 °C, avec une amplitude thermique annuelle de 17,1 °C. Le cumul annuel moyen de précipitations est de 837 mm, avec 12 jours de précipitations en janvier et 8,3 jours en juillet. Pour la période 1991-2020, la température moyenne annuelle observée sur la station météorologique de Météo-France la plus proche, « Chargey-lès-Gray », sur la commune de Chargey-lès-Gray à 13 km à vol d'oiseau, est de 11,5 °C et le cumul annuel moyen de précipitations est de 834,3 mm,. Pour l'avenir, les paramètres climatiques de la commune estimés pour 2050 selon différents scénarios d'émission de gaz à effet de serre sont consultables sur un site dédié publié par Météo-France en novembre 2022.

## Urbanisme

### Typologie
Au 1er janvier 2024, Montigny-Mornay-Villeneuve-sur-Vingeanne est catégorisée commune rurale à habitat dispersé, selon la nouvelle grille communale de densité à 7 niveaux définie par l'Insee en 2022.
Elle est située hors unité urbaine. Par ailleurs la commune fait partie de l'aire d'attraction de Dijon, dont elle est une commune de la couronne,. Cette aire, qui regroupe 333 communes, est catégorisée dans les aires de 200 000 à moins de 700 000 habitants,.

### Occupation des sols
L'occupation des sols de la commune, telle qu'elle ressort de la base de données européenne d’occupation biophysique des sols Corine Land Cover (CLC), est marquée par l'importance des territoires agricoles (63,3 % en 2018), une proportion identique à celle de 1990 (63,3 %). La répartition détaillée en 2018 est la suivante : terres arables (55 %), forêts (33,9 %), prairies (6,6 %), zones urbanisées (2,7 %), zones agricoles hétérogènes (1,7 %). L'évolution de l’occupation des sols de la commune et de ses infrastructures peut être observée sur les différentes représentations cartographiques du territoire : la carte de Cassini (XVIIIe siècle), la carte d'état-major (1820-1866) et les cartes ou photos aériennes de l'IGN pour la période actuelle (1950 à aujourd'hui).

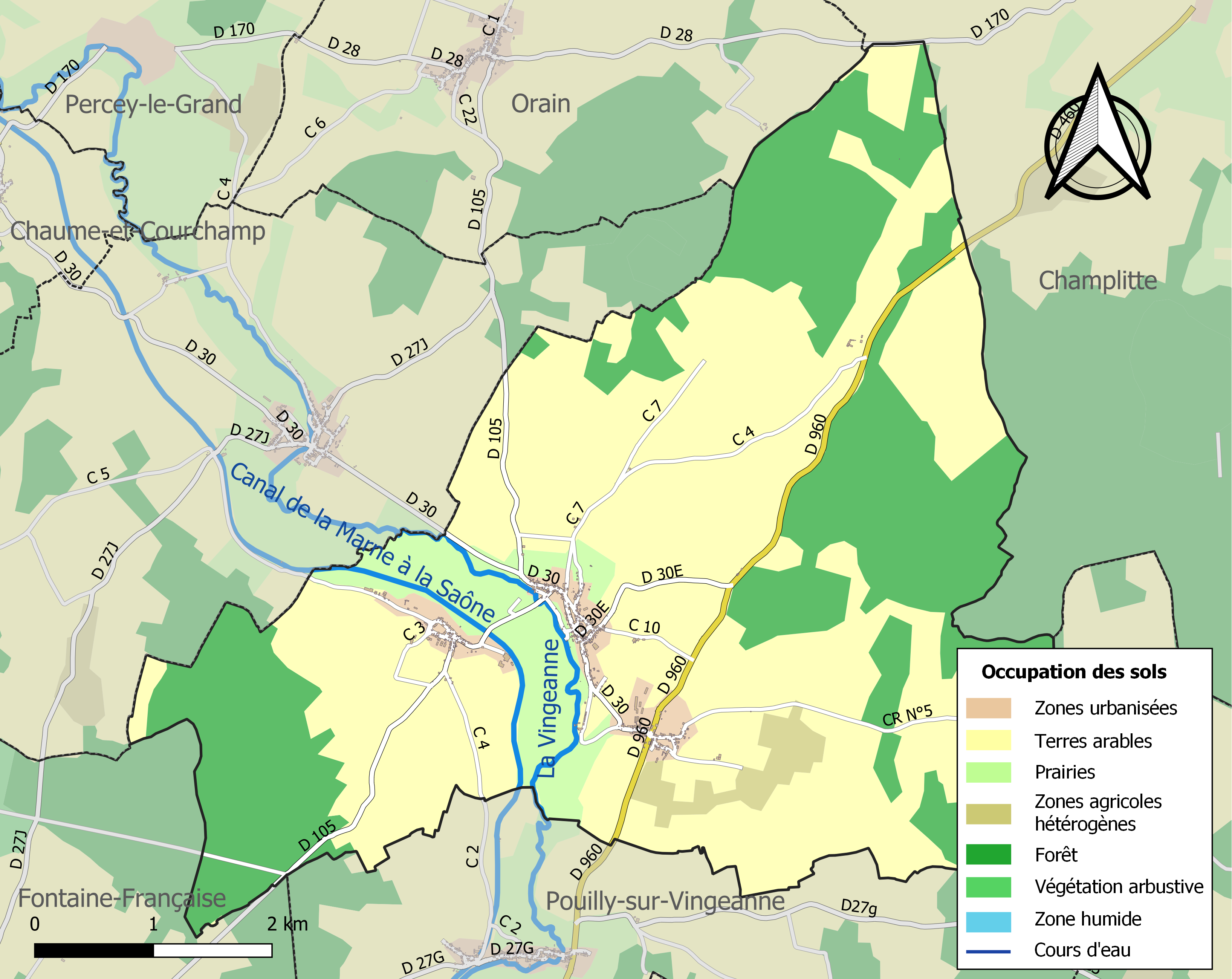
Carte des infrastructures et de l'occupation des sols de la commune en 2018 (CLC).

## Politique et administration
| Période                                  | Période  | Identité       | Étiquette | Qualité |
| ---------------------------------------- | -------- | -------------- | --------- | ------- |
| mars 2001                                | en cours | Roger Raillard | DVD       |         |
| Les données manquantes sont à compléter. |          |                |           |         |

## Démographie
L'évolution du nombre d'habitants est connue à travers les recensements de la population effectués dans la commune depuis 1793. Pour les communes de moins de 10 000 habitants, une enquête de recensement portant sur toute la population est réalisée tous les cinq ans, les populations de référence des années intermédiaires étant quant à elles estimées par interpolation ou extrapolation. Pour la commune, le premier recensement exhaustif entrant dans le cadre du nouveau dispositif a été réalisé en 2005.

En 2022, la commune comptait 384 habitants, en évolution de −2,54 % par rapport à 2016 (Côte-d'Or : +0,82 %, France hors Mayotte : +2,11 %).
| 1793 | 1800 | 1806 | 1821 | 1836 | 1841 | 1846 | 1851 | 1856 |
| ---- | ---- | ---- | ---- | ---- | ---- | ---- | ---- | ---- |
| 415  | 490  | 483  | 403  | 568  | 637  | 639  | 537  | 505  |

| 1861 | 1866 | 1872 | 1876 | 1881 | 1886 | 1891 | 1896 | 1901 |
| ---- | ---- | ---- | ---- | ---- | ---- | ---- | ---- | ---- |
| 490  | 514  | 500  | 627  | 586  | 563  | 509  | 491  | 458  |

| 1906 | 1911 | 1921 | 1926 | 1931 | 1936 | 1946 | 1954 | 1962 |
| ---- | ---- | ---- | ---- | ---- | ---- | ---- | ---- | ---- |
| 483  | 407  | 418  | 374  | 329  | 295  | 300  | 106  | 356  |

| 1968 | 1975 | 1982 | 1990 | 1999 | 2005 | 2006 | 2010 | 2015 |
| ---- | ---- | ---- | ---- | ---- | ---- | ---- | ---- | ---- |
| 236  | 324  | 278  | 312  | 358  | 370  | 366  | 373  | 390  |

| 2020 | 2022 | - | - | - | - | - | - | - |
| ---- | ---- | - | - | - | - | - | - | - |
| 383  | 384  | - | - | - | - | - | - | - |

## Lieux et monuments

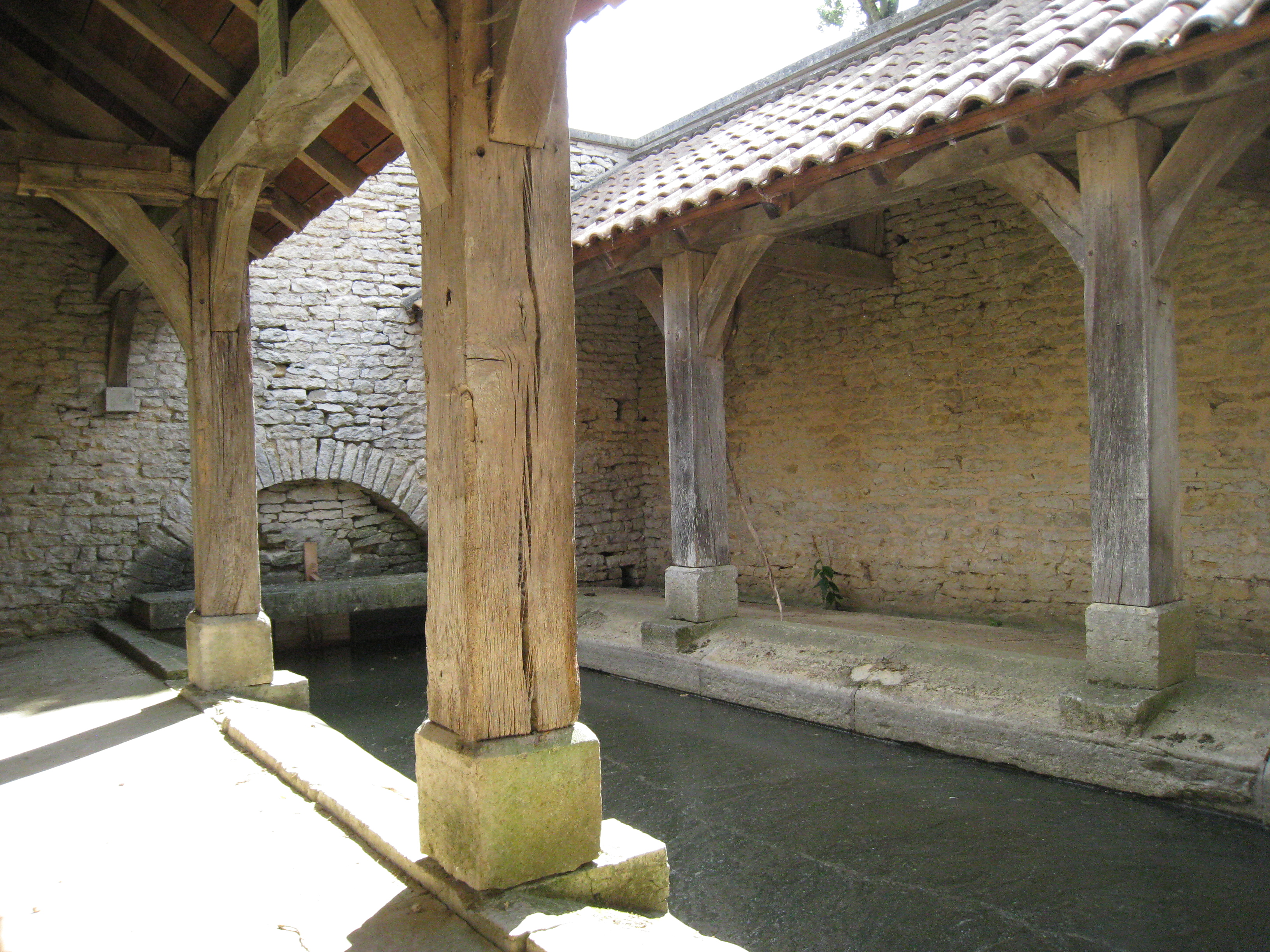
Lavoir à Mornay.

- Lavoir et église à Mornay.
- Vieille chapelle à Villeneuve
- Château de Mornay avec chapelle (XIIe et XVIIIe – XIXe siècles). Propriété totalement restaurée en 1972 par la famille Maier-Dionissoti.

## Personnalités liées à la commune
- Jean de Galimard, gantier parfumeur, avocat à la cour du roi Louis XIV (Grasse).
- Marie-Joseph Monny de Mornay (1804-1898) a résidé au château de Mornay.
- Théophile Alexandre Steinlen (1859-1923) lors d'un séjour à Montigny-sur-Vingeanne en 1894 a réalisé l'affiche « Lait pur stérilisé de la Vingeanne ».

Elle représente une enfant en robe rouge buvant goulûment un bol de lait et observée par trois chats de bonne taille et de trois styles : tigré, noir et une chatte isabelle. Cette publicité a été faite pour la société Quillot Frères à Montigny-sur-Vingeanne (Côte-d'Or). La fillette n'est autre que la propre fille de l'artiste, Colette.
- Marius Guyot (1918-2006), aviateur français, Compagnon de la Libération est né à Mornay et y est inhumé.
- François de Sautour, seigneur de Montigny et La Villeneuve sur Vingeanne, Montreuil sur Saône, Yrouëre est décédé le 4/10/1584 et inhumé dans l'église d'Yrouëre avec le cœur de son épouse Roberte de Vienne. Il avait deux filles, Anne et Charlotte. qui se sont mariées avec des  descendants du Chancelier de France, Guy de Rochefort.(sources : Mss français BNF N° 15538FR).

## Héraldique
| Blason de Montigny-Mornay-Villeneuve-sur-Vingeanne | Blason  | D'argent au rosier tigé et feuillé de sinople fleuri de trois pièces de gueules supporté à senestre par un lion de sable armé et lampassé aussi de gueules, le tout posé sur une champagne ondée d'azur. |
| Blason de Montigny-Mornay-Villeneuve-sur-Vingeanne | Détails | Le statut officiel du blason reste à déterminer. |

## Culture et art
- L'association ArtBFC créée par Bruno Girard.